# برشتیتسا
برشتیتسا (به صربی: Brštica) یک روستا در صربستان است که در کروپانگ واقع شده‌است.